# La fuggitiva (film 1941)
La fuggitiva è un film del 1941 diretto da Piero Ballerini, tratto dal romanzo omonimo di Milly Dandolo.
Fu l'ultimo film della breve carriera di Jole Voleri.

## Trama

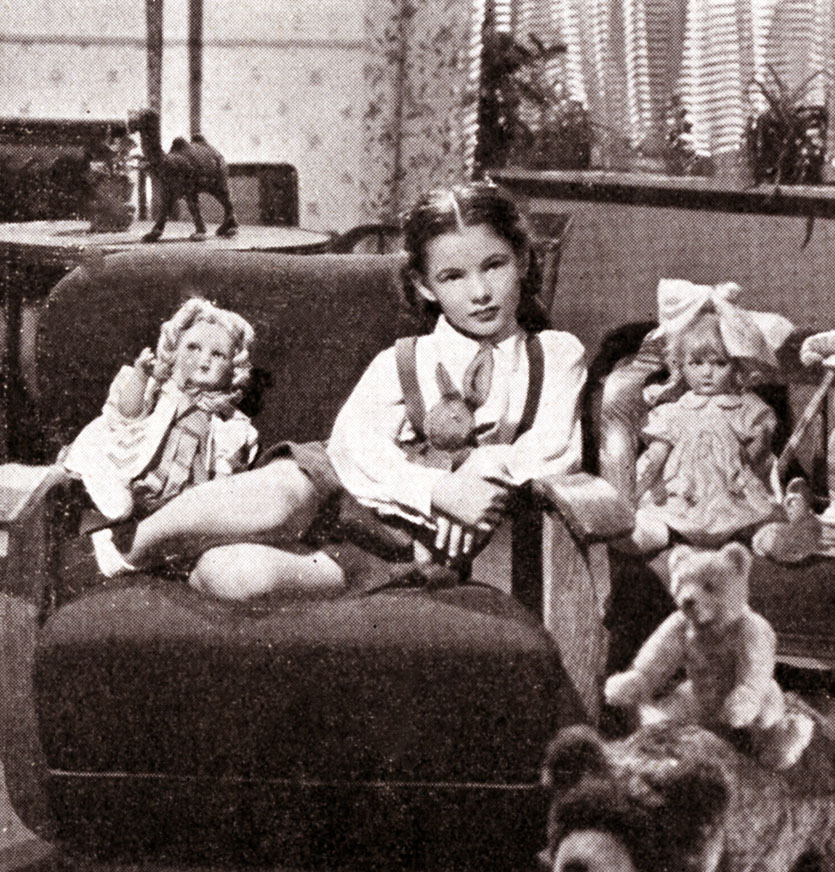
Mariù Pascoli sul set del film

Una bambina fuggita di casa, Marina, incontra per strada una ragazza, Delfina, con cui fa subito amicizia. La giovane, che ha perso i genitori ed è stata lasciata dal fidanzato Mario il giorno in cui avrebbero dovuto sposarsi, trova lavoro nella casa di Marina come istitutrice e in breve tempo il padre della bambina, l'ingegner Antonio Ravaldo, si innamora di lei. Quando scopre che la madre della piccola, Wanda, è viva e vorrebbe sposare l'ingegnere, Delfina abbandona l'impiego, ma quando Marina si ammala, torna a visitarla e conduce Wanda in camera della bambina. Delfina decide di andarsene nuovamente per non essere di ostacolo alla riconciliazione della coppia e trova così il coraggio di presentarsi al nonno che non conosce: infatti egli non approvando il matrimonio dei genitori di Delfina, aveva ripudiato la figlia. Quando la ragazza rivela la propria identità, egli la prega di restare. Delfina porta gioia in casa del nonno, ma non è felice, perché le mancano Marina e Antonio, il quale riesce a rintracciarla e la vorrebbe con sé.

## Produzione
Il film venne girato presso gli stabilimenti Fert di Torino. Altre scene di esterni furono girate nella stessa Torino, e ad Antagnod, in Valle d'Aosta.
Le canzoni sono cantate da Rina Pellegrini.

## Distribuzione
Il film venne distribuito nel circuito cinematografico italiano il 2 novembre del 1941.

## Critica
(Giuseppe Insani)
(Roberto Chiti ed Enrico Lancia)